# Orléans
Orléans (Latijn: Aurelianum/Aurelia) is een stad in Midden-Frankrijk, 130 km ten zuiden van Parijs. Het is de prefectuur van het departement Loiret en van de regio Centre-Val de Loire in de voormalige provincie Orléanais. Het is een universiteitsstad en een bisschopszetel, met een kathedraal en telde 116.344 inwoners op 1 januari 2022 (circa 430.000 in de gehele agglomeratie). De stad ligt aan de Loire op een gemiddelde hoogte van 116 meter (90–124 meter) boven NAP.

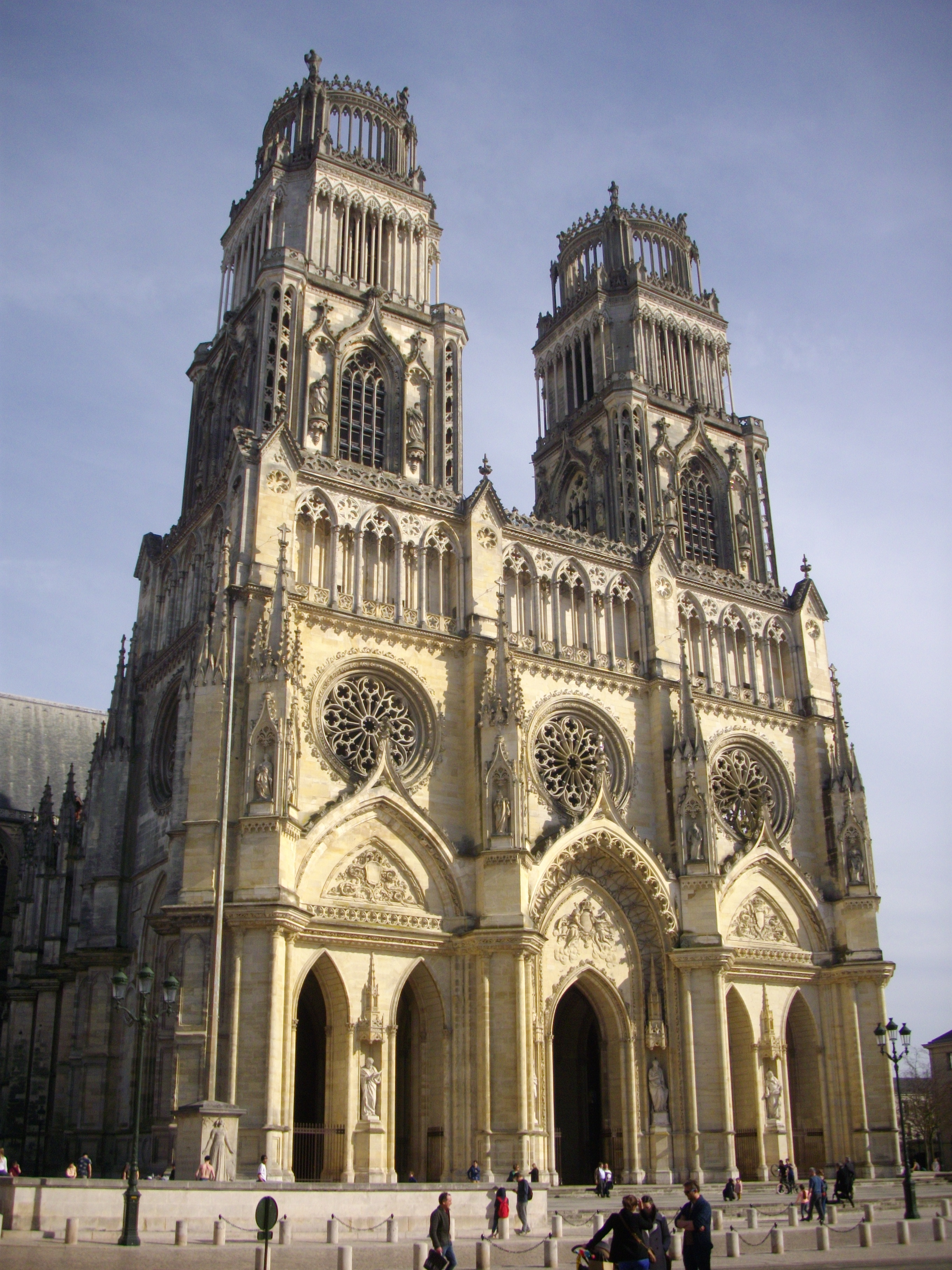
Kathedraal Cathédrale Sainte-Croix

## Stadsbeeld
Het centrum van de oude stad wordt gevormd door de Place du Martroi, waar zich sinds 1855 een ruiterstandbeeld van Jeanne d'Arc bevindt.
De bekendste bezienswaardigheid is de Cathédrale Sainte-Croix uit het jaar 1278. Zij bevindt zich aan de oostzijde van de Place du Martroi en werd gebouwd op de plaats van een oudere kerk uit de 10e eeuw.

## Geschiedenis
Cenabum was een versterking van de Galliërs. De stad werd in 52 v.Chr. door de Romeinen onder Julius Caesar veroverd en verwoest .
Orléans werd gesticht tijdens de regering van de Romeinse keizer Aurelianus, en van zijn naam is de naam van de stad afgeleid.
Ten tijde van de Merovingen werd Orléans korte tijd een zelfstandig koninkrijk (511–613).
| Naam          | Periode   |
| ------------- | --------- |
| Chlodomer     | 511 - 524 |
| Chlotharius I | 524 - 561 |
| Guntram I     | 561 - 592 |

Later werd het de zetel van een graafschap, maar tegen het einde van de middeleeuwen werden de heren van Orléans weer tot hertog verheven. Orléans was de traditionele apanage van de jongere broer van de koning van Frankrijk, die de titel hertog van Orléans droeg. Het Beleg van Orléans in 1428–1429 was het keerpunt in de Honderdjarige Oorlog. Op 8 mei 1429 werd de stad onder leiding van Jeanne d'Arc uit de belegering bevrijd.
in 1773 bouwde François Lupot in Orléans de eerste gitaar met zes enkele snaren.

## Verkeer en vervoer
In de gemeente ligt spoorwegstation Orléans.

## Sport
US Orléans is de professionele voetbalclub van Orléans en speelt in het Stade de la Source.
Orléans was acht keer etappeplaats in de wielerkoers Ronde van Frankrijk. Onder meer Jean Stablinski en Eddy Merckx wonnen in Orléans. In 2024 startte voor het laatst een etappe in Orléans.

## Geografie
De oppervlakte van Orléans bedroeg op 1 januari 2022 27,48 vierkante kilometer; de bevolkingsdichtheid was toen 4.233,8 inwoners per km². Zowel de Loire als de Loiret stromen door de gemeente.
De onderstaande kaart toont de ligging van Orléans met de belangrijkste infrastructuur en aangrenzende gemeenten.

## Demografie
Onderstaande figuur toont het verloop van het inwoneraantal van Orléans vanaf 1962.

Bron: Frans bureau voor statistiek. Cijfers inwoneraantal volgens de definitie population sans doubles comptes (zie de gehanteerde definities)

## Bezienswaardigheden
- Kathedraal van Orléans

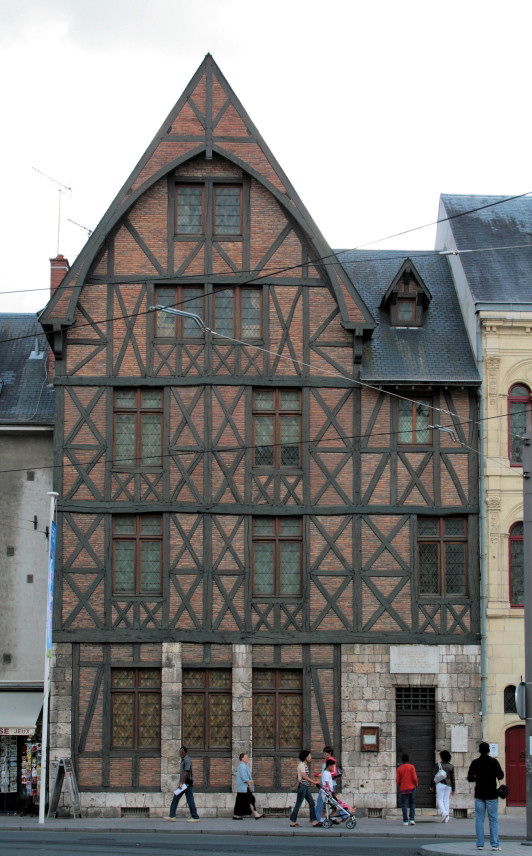
Maison de Jeanne d'Arc

- La maison de Jeanne d'Arc, museum over Jeanne d'Arc
- Musée historique et archéologique de l'Orléanais, historisch museum
- Musée des Beaux-Arts d'Orléans, kunstmuseum

## Stedenbanden
- Dundee (Verenigd Koninkrijk)
- Krakau (Polen)
- Kristiansand (Noorwegen)
- Lugoj (Roemenië)
- Münster (Duitsland)
- New Orleans (Verenigde Staten)
- Parakou (Benin)
- Saint-Flour (Frankrijk)
- Tarragona (Spanje)
- Treviso (Italië)
- Utsunomiya (Japan), sinds 1989
- Wichita (Verenigde Staten)
- Yangzhou (China)

## Geboren in Orléans
- Abbo van Fleury (940-1004), scholaster en abt
- Charles Péguy (1873–1914), dichter
- Raoul Blanchard (1877–1965), geograaf
- Jean Zay (1904-1944), advocaat en politicus
- Reynald Pedros (1971), voetballer
- Patrick Barul (1977), voetballer
- Florian Thauvin (1993), voetballer
- Kessya Bussy (2001), voetbalster

## Galerij

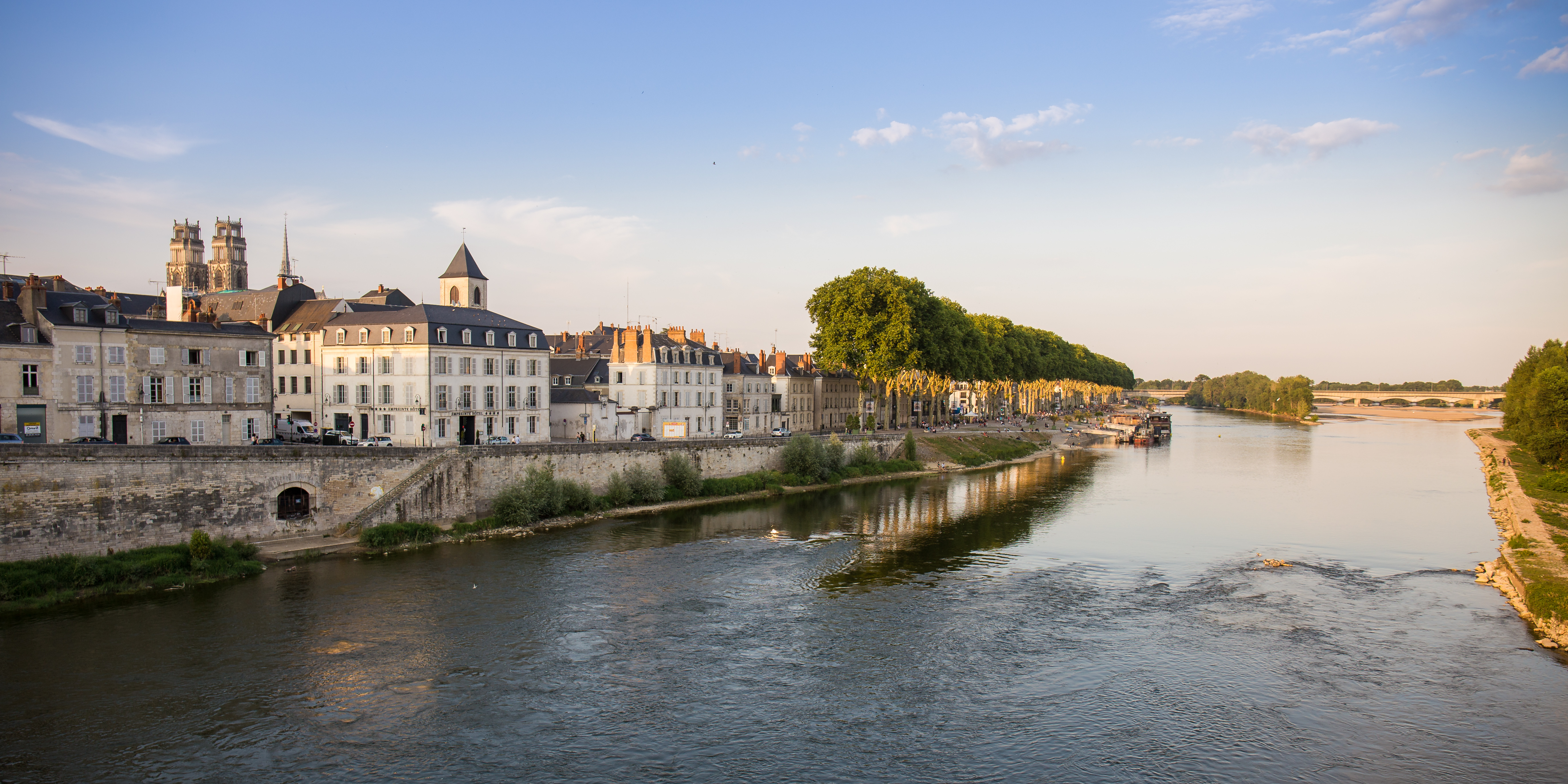
De stad Orléans aan de rivier de Loire
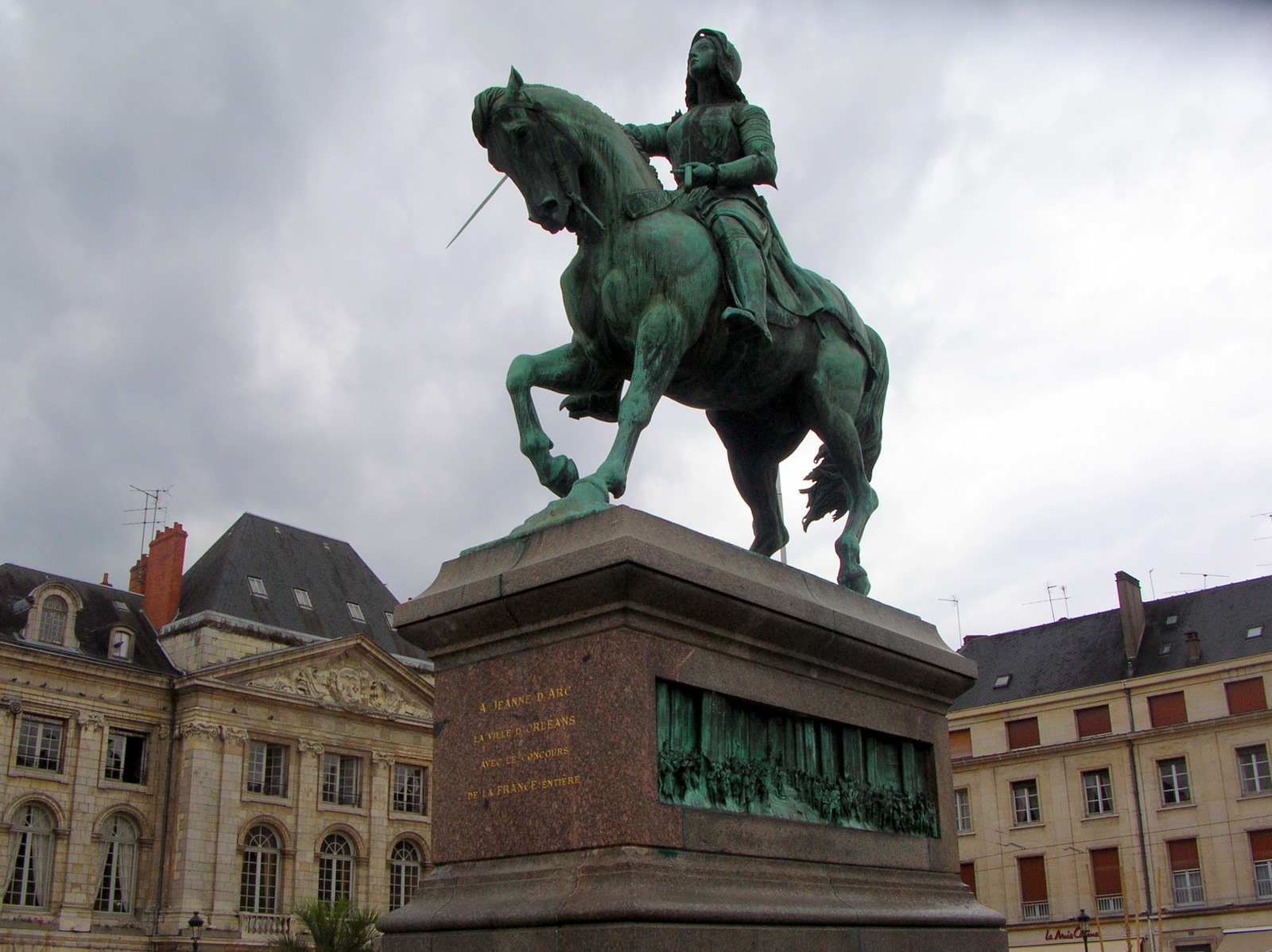
Ruiterbeeld van Jeanne d'Arc op het plein place du Martroi
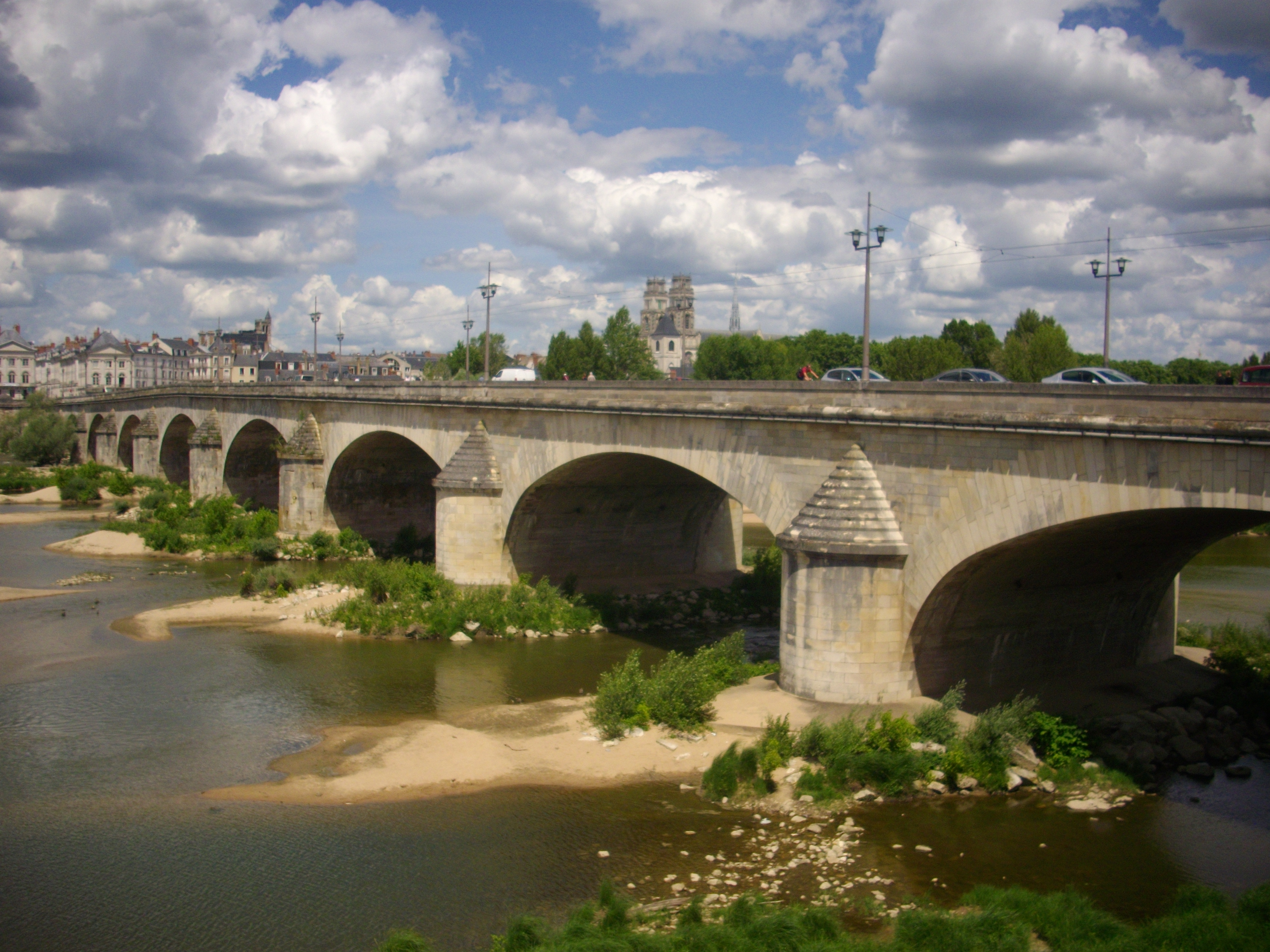
De brug pont George-V over de rivier de Loire
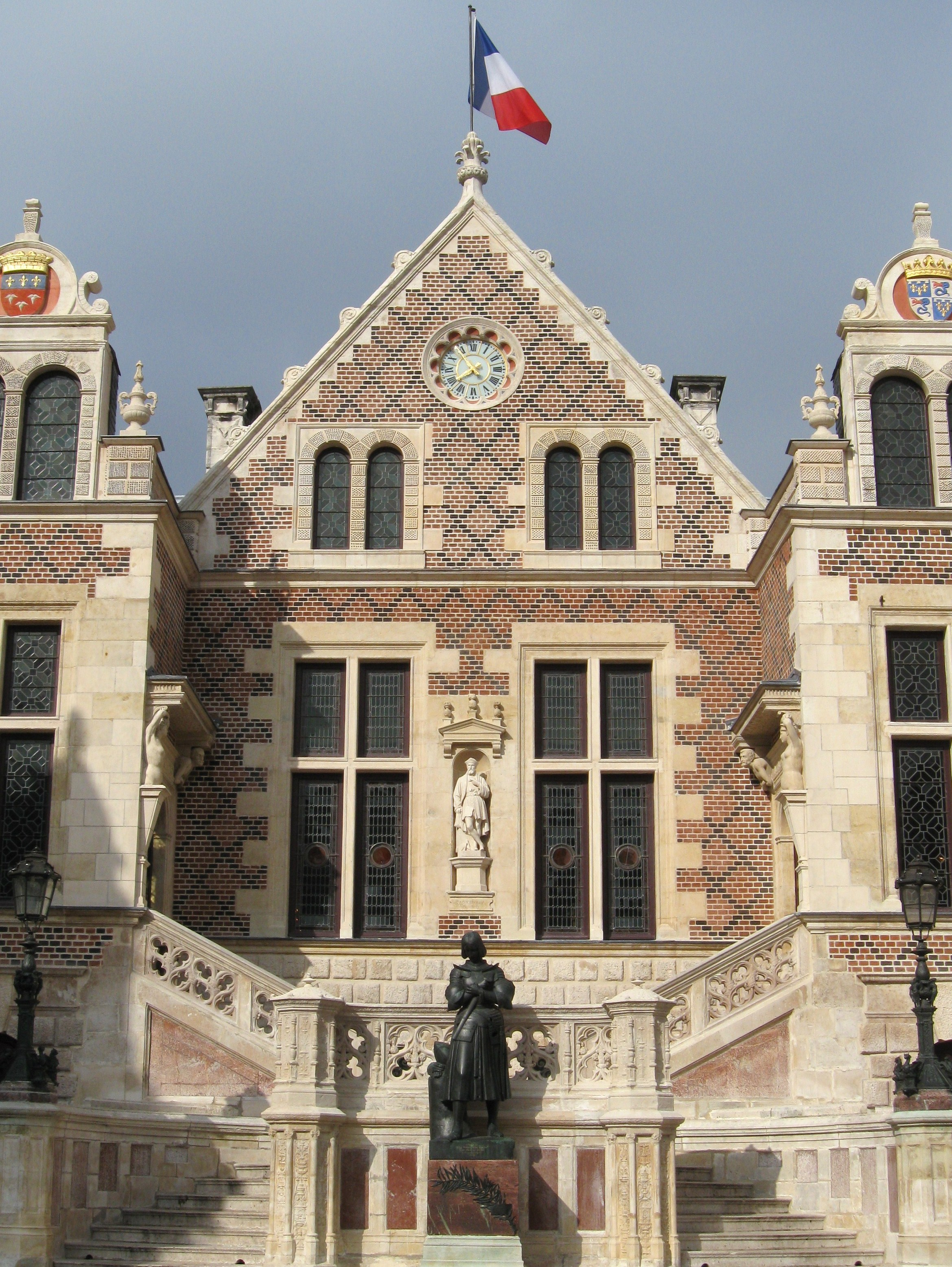
Hotel Groslot met een standbeeld van Jeanne d'Arc